# Femeile în Ucraina
Femeile din Ucraina au aceleași drepturi constituționale ca bărbații în domeniile economice, politice, culturale și sociale, precum și în familie.
Aproximativ 45% din populația Ucrainei (45 de milioane) care suferă violență – fizică, sexuală sau psihică – sunt femei. 

## Istoria feminismului în Ucraina
Istoria Ucrainei din ultimele două secole este strâns legată de cea a Imperiului Rus și, mai târziu, a Uniunii Sovietice. Ucraina și-a câștigat independența în 1991 și este în prezent un stat cu peste 40 de milioane de locuitori, majoritatea creștini ortodocși, iar 70% din populație trăiește în mediul urban.
Una dintre cele mai mari organizații feministe din Europa a fost fondată în anii 1920 în vestul actual al Ucrainei, în regiunea Galiția. Organizația se numea Uniunea Femeilor Ucrainene și era condusă de Milena Rudnyțka. În perioada sovietică, feminismul era considerat o ideologie burgheză, deci contrarevoluționară și anti-sovietică. Societatea civilă și feminismul practic nu existau în acea perioadă. După ce Ucraina și-a recâștigat independența în 1991, o mișcare feministă a început să prindă rădăcini.
Începând cu anul 2010, există mai multe grupuri pentru drepturile femeilor active în Ucraina, inclusiv Feminist Ofenzyva și Uniunea Femeilor Ucrainene. FEMEN, cel mai activ grup pentru drepturile femeilor din Kiev, a fost închis oficial în 2013. Organizația a părăsit Ucraina deoarece conducerea se temea „pentru viețile și libertatea lor”.
În timpul războiului din Donbas, care a început în 2014, s-a dezvoltat „o mișcare uriașă de voluntariat a femeilor care organizau acțiuni umanitare și dialog comunitar”, potrivit Oksanei Potapova, cercetătoare și activistă în domeniul feminismului și al construcției păcii, care a fondat organizația non-guvernamentală Theatre for Dialogue în sprijinul mișcării de voluntariat a femeilor. 

## Violența împotriva femeilor
Aproximativ 45% din populația Ucrainei (45 de milioane) suferă violență – fizică, sexuală sau psihologică – iar majoritatea victimelor sunt femei. Femeile fără adăpost reprezintă categoria cea mai vulnerabilă; aproximativ 40% dintre ele suferă violență sexuală, iar 25% sunt minore, sub 18 ani. În anul 2001, Ucraina a adoptat Legea privind Prevenirea Violenței Domestice (Domestic Violence Prevention Act 2001).  Articolul 173-2 din Codul contravențional al Ucrainei reglementează, de asemenea, „violența în familie”. Nuzhat Ehsan, reprezentantul Fondului ONU pentru Populație în Ucraina, a declarat în februarie 2013: „Ucraina are cu adevărat un nivel inacceptabil de violență, în principal comisă de bărbați și în principal din cauza consumului ridicat de alcool.” El a mai acuzat lacunele din legislație că agravează problema violenței domestice: „Poți agresa femei și, dacă ești un oficial de rang înalt sau faci parte din familia unuia, poți scăpa nepedepsit.” 

## Femeile în forța de muncă
Femeile reprezintă 54% din populația Ucrainei și 47,4% din forța de muncă a acesteia. Peste 60% dintre toate femeile ucrainene au studii superioare (nivel universitar sau mai înalt). Cu toate acestea, rata șomajului în rândul femeilor este foarte ridicată comparativ cu cea a bărbaților cu același nivel de educație (80% din totalul șomerilor din Ucraina sunt femei), fără a mai menționa șomajul ascuns extins în rândul femeilor.
Legislația muncii din Ucraina stabilește egalitatea juridică între bărbați și femei, inclusiv principiul remunerației egale pentru muncă egală — un principiu care, în general, a fost respectat. Cu toate acestea, sectoarele dominate de forța de muncă feminină au înregistrat cele mai mici salarii relative și au fost cele mai expuse la întârzieri salariale. Vârsta de pensionare este în curs de majorare treptată, urmând să ajungă până în 2021 la 60 de ani pentru femei și 62 de ani pentru bărbați-funcționari publici (vârsta inițială era de 55 de ani pentru femei și 60 de ani pentru bărbați). Au existat rapoarte privind refuzul unor angajatori de a angaja femei tinere, susceptibile de a rămâne însărcinate, sau femei cu vârsta peste 35 de ani. Femeile primeau, de asemenea, salarii mai mici și aveau oportunități limitate de avansare în carieră. Puține femei ocupau funcții de conducere de top în guvern sau în industria de stat ori privată.

## Femeile în afacerile ucrainene
În medie, femeile câștigă cu 30% mai puțin decât bărbații care ocupă posturi similare.
Aproximativ 50% dintre toate întreprinderile fără angajați sunt deținute de femei. Întreprinderile cu 1 până la 5 angajați sunt deținute de femei în proporție de 27%. Întreprinderile cu mai puțin de 50 de angajați sunt deținute de femei în proporție de 30%. Aceste cifre sunt similare cu cele din alte economii occidentale. Femeile tind să conducă afaceri mici în domeniul comerțului cu amănuntul, comerțului en-gros și alimentației publice. Doar 2% dintre companiile mari sunt conduse de femei.
În 2008, rata de participare la muncă a femeilor (LPR) era de aproximativ 62%.

## Femeile în politica ucraineană
La alegerile parlamentare din Ucraina din 2019, au fost alese 87 de femei în parlament, un record pentru Ucraina, reprezentând 20,52% din numărul total al deputaților. În cadrul alegerilor, aproximativ 50% dintre deputații aleși ai partidului Vocea (Holos) au fost femei, 37% dintre deputații aleși ai Solidarității Europene au fost femei; cel mai mic procent de femei s-a înregistrat în partidul Platforma de Opoziție – Pentru Viață, cu 11,4%. În 2014, aproximativ 12,1% dintre membrii Radei Supreme (parlamentul Ucrainei) erau femei. Din alegerile parlamentare din 2014 până la cele din 2019, acest număr a crescut la 53, adică 12,6%. Procentul parlamentarilor femei fluctuează de la un scrutin la altul.  între cele 47 de femei alese în 2014, doar 2 au câștigat un mandat în circumscripție uninominală (alegerile fiind desfășurate pe un sistem mixt, cu 53,2% dintre deputați aleși pe liste de partid și 46,8% în 198 de circumscripții). În 2019, 26 de femei au câștigat un mandat în circumscripții. În parlamentul ales în 2012, femeile reprezentau 9,9% din total. La primele alegeri parlamentare de după independența Ucrainei din 1991, organizate în 1994, doar 11 femei (2,3% din parlament) au fost alese. O cercetare publicată de Ukrayinska Pravda la 12 noiembrie 2014 arăta că, la nivel mondial, în medie, 22% dintre parlamentari sunt femei, în timp ce în țările Uniunii Europene această cifră este de 25%. Potrivit unui studiu publicat la 1 noiembrie 2014 de Uniunea Interparlamentară, Ucraina se situa pe locul 112 din 189 de țări în ceea ce privește reprezentarea politică a femeilor în parlament. Proiecte de lege pentru reintroducerea cotei din epoca sovietică pentru femei în parlament (30% sau 35%), dar nu au fost aprobate. 

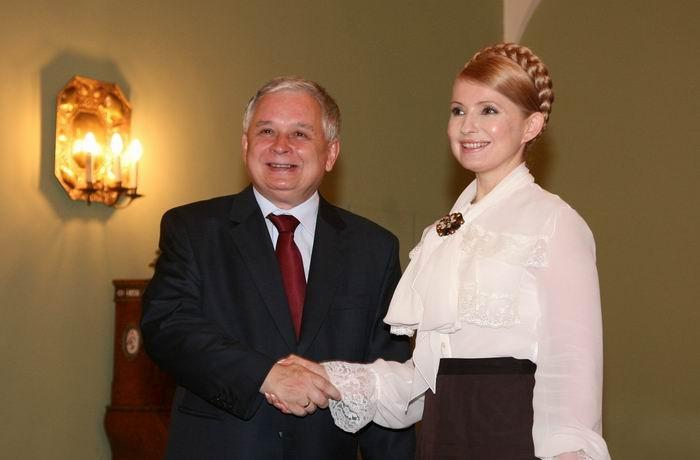
Prim-ministrul Ucrainei Iulia Timoșenko și președintele Poloniei Lech Kaczyński (iulie 2008)

Blocul Iulia Timoșenko și succesorul său, Batkivșcina (Batkivshchyna) au fost singurele partide conduse de o femeie care au reușit să intre în parlament. Hanna Hopko a fost prima pe lista de partid a formațiunii Autoapărarea (Self Reliance), care a terminat pe locul al treilea la alegerile parlamentare din octombrie 2014 din Ucraina. La aceleași alegeri, Nadia Savcenko a fost plasată prima pe lista partidului Batkivșcina (care a terminat pe locul al șaselea în scrutin). Au existat și alte partide conduse de femei în Ucraina și chiar câteva partide axate pe "probleme ale femeilor" (unii analiști au descris aceste partide ca fiind „partide virtuale menite să fure voturi de la partidele de opoziție”). 
Al doilea guvern condus de Iațeniuk (numit la 2 decembrie 2014) a avut două femei în funcții de ministru. Predecesorul său , primul guvern Iatsenyuk (numit la 27 februarie 2014) a avut o femeie ministru. Guvernul Groisman (2016–2019) și-a încheiat mandatul cu cinci membre femei.
Până în prezent, singurul guvern care nu a avut nicio femeie ministru (și era singurul guvern din Europa fără nicio femeie în componență la acea vreme) a fost primul Guvern Azarov, numit la 11 martie 2010 apână la numirea Raisei Bohatyryova ca ministru al sănătății și viceprim-ministru al Ucrainei, la 14 februarie 2012.
Premierul Mykola Azarov a declarat în martie 2010 că nu există femei în guvernul său deoarece „reformele nu intră în competența femeilor”, adăugând totodată că are un mare respect pentru femei. Grupurile de femei din Ucraina l-au raportat pe Azarov la avocatul poporului în urma acestor afirmații. Ele l-au acuzat de discriminare de gen și de viziuni „neanderthaliene” și au intentat diferite cauze împotriva lui.  Guvernul său consecutiv, al doilea Guvern Azarov (care a durat din 24 decembrie 2012 până la 27 februarie 2014) a avut trei femei ministru.
În timpul alegerilor prezidențiale din 2010, candidatul de atunci Viktor Ianukovici a refuzat să participe la o dezbatere cu oponenta sa, prim-ministrul Iulia Timoșenko, justificând acest lucru prin afirmația că „locul femeii este la cratiță”. Fostul președinte al Radei Supreme, Volodimir Litvin, a făcut de asemenea comentarii care pot fi considerate jignitoare la adresa femeilor.
Un proiect de lege care interzice avortul (redactat de Andriy Shkil) a fost înregistrat în Rada Supremă la cererea clerului Bisericii Greco-Catolice și a Vaticanului pe 12 martie 2012.

## Femeile din armata ucraineană
Femeile din Ucraina au voie să se alăture armatei, însă, istoric vorbind, acest lucru a fost limitat la roluri necombatante: medic, bucătar, contabil etc. Începând cu iulie 2016, forțele militare ucrainene au început să permită femeilor să participe în roluri combatante, inclusiv, dar fără a se limita la, mitralior, cercetaș militar și lunetist.

## Femeile în timpul invaziei rusești a Ucrainei din 2022
Femeile însărcinate și cele aflate în perioada postpartum din Ucraina se confruntă cu provocări unice, cum ar fi nașterea în adăposturi. Înaltul Comisar ONU pentru Drepturile Omului a confirmat 75 de atacuri asupra centrelor medicale. O femeie însărcinată a fost fotografiată în timp ce era transportată pe targă dintr-un spital de copii din Mariupol, după un atac țintit. Mamele cu trei sau mai mulți copii pot părăsi țara împreună cu soțul pentru siguranță; bărbații cu unul sau doi copii nu au voie să părăsească țara.
ONU Femei raportează rate mai ridicate de trafic de persoane și violență bazată pe gen.